# 드라타필랄레트 지방

드라타필랄레트 지방

드라타필랄레트 지방(아랍어: درعة - تافيلالت, 프랑스어: Drâa-Tafilalet)은 모로코를 구성하는 12개 지방 가운데 하나로 모로코 동부에 위치한다. 행정 중심지는 에라시디아이며 면적은 86,142km2, 인구는 1,635,008명(2014년 9월 1일 기준), 인구 밀도는 12명/km2이다.
2015년에 실시된 행정 구역 개편에 따라 메크네스타필랄레트 지방, 수스마사드라 지방의 일부 지역을 합병하여 신설되었다. 남서쪽으로는 수스마사 지방, 서쪽으로는 마라케시사피 지방, 북서쪽으로는 베니멜랄케니프라 지방, 북쪽으로는 페스메크네스 지방, 북동쪽으로는 오리앙탈 지방과 접하며 동쪽과 남동쪽으로는 알제리와 국경을 접한다. 5개 주를 관할한다.